# Colonia Obrera (Morelos)
Colonia Obrera es una localidad del estado mexicano de Morelos. Es parte del municipio de Tepoztlán.

## Demografía
| Gráfica de evolución demográfica |
|                                  |

| Censo | Población |
| ----- | --------- |
| 1980  | 1082      |
| 1990  | 1240      |
| 2000  | 1234      |
| 2010  | 1316      |
| 2020  | 1377      |